# Hamnskiftare
Hamnskiftare (till hamn, ”skepnad”), skepnadsskiftare eller formskiftare är inom folktro, mytologi, sagor och fiktion med mera personer eller ting som kan byta skepnad eller förvandla sig till någonting annat, vanligen djur.
Flera exempel på hamnskiftare finns i nordisk mytologi, exempelvis fruktbarhetsgudinnan Freja som hade en falkhamn (falkskepnad). Myter av detta slag har funnits i många av världens kulturer sedan lång tid tillbaka.